# Dominique Easley
(en) Statistiques sur pro-football-reference
Dominique Easley, né le 24 février 1992 à Staten Island en New York, est un joueur américain de football américain évoluant au poste de defensive tackle.

## Biographie

### Carrière universitaire
Il étudie à l'université de Floride et joue alors pour les Gators de la Floride.

### Carrière professionnelle
Il est sélectionné à la 29e place de la Draft 2014 par les Patriots de la Nouvelle-Angleterre.

#### Saison 2014
Lors de son année recrue, il participe à 11 matchs et il réalise sept tacles, un sack et une interception.
Il réalise son premier sack le 26 novembre 2014 face aux Bears de Chicago.